# Nakuru
Nakuru je grad u zapadnoj Keniji, sjedište provincije Rift Valley i okruga Nakuru. Leži na istoimenom jezeru, 150 km sjeverozapadno od Nairobija i 135 km istočno od Viktorijinog jezera, na 1850 metara nadmorske visine.
Nakuru su 1904. osnovali Britanci i isprva je bio većinsko bjelačko naselje, stekavši nadimak White Highlands (bijela visoravan). Danas je regionalno poljoprivredno (značajna proizvodnja mlijeka) i trgovačko središte te važno željezničko čvorište; kroz njega prolazi pruga koja spaja Nairobi s Ugandom. Jezero Nakuru u sastavu je istoimenog nacionalnog parka, koji privlači značajan broj turista.
Godine 1999. Nakuru je imao 219.366 stanovnika.

## Gradovi prijatelji
- East Orange, New Jersey, SAD

## Vanjske poveznice

### Ostali projekti
|  | Zajednički poslužitelj ima još gradiva o temi Nakuru |